# Skizzo Skizzo/Energia interna
Skizzo Skizzo/Energia interna è il primo singolo da solista della cantante Jo Squillo, pubblicato nel 1981 di genere punk rock.
Esso contiene una traccia nel Lato A dal titolo Skizzo Skizzo, composta nella musica e nei testi interamente dalla stessa Jo Squillo, registrata col vero nome Giovanna Coletti, mentre il Lato B contiene la traccia Energia interna composta nella musica da Sergio Rava e Massimo De Martino, con il testo di Giovanna Coletti. Le canzoni sono edite dalla Warner Chappell Music Italiana
.
Assieme al brano venne realizzato anche un videoclip.
Il brano insieme a Violentami sul metrò, Orrore e Sono cattiva rappresenta uno dei pezzi cult dell'artista. I brani furono inseriti nell'album Girl senza paura.

## Tracce

### Lato A
1. Skizzo Skizzo

### Lato B
1. Energia interna